# Кольорове телебачення

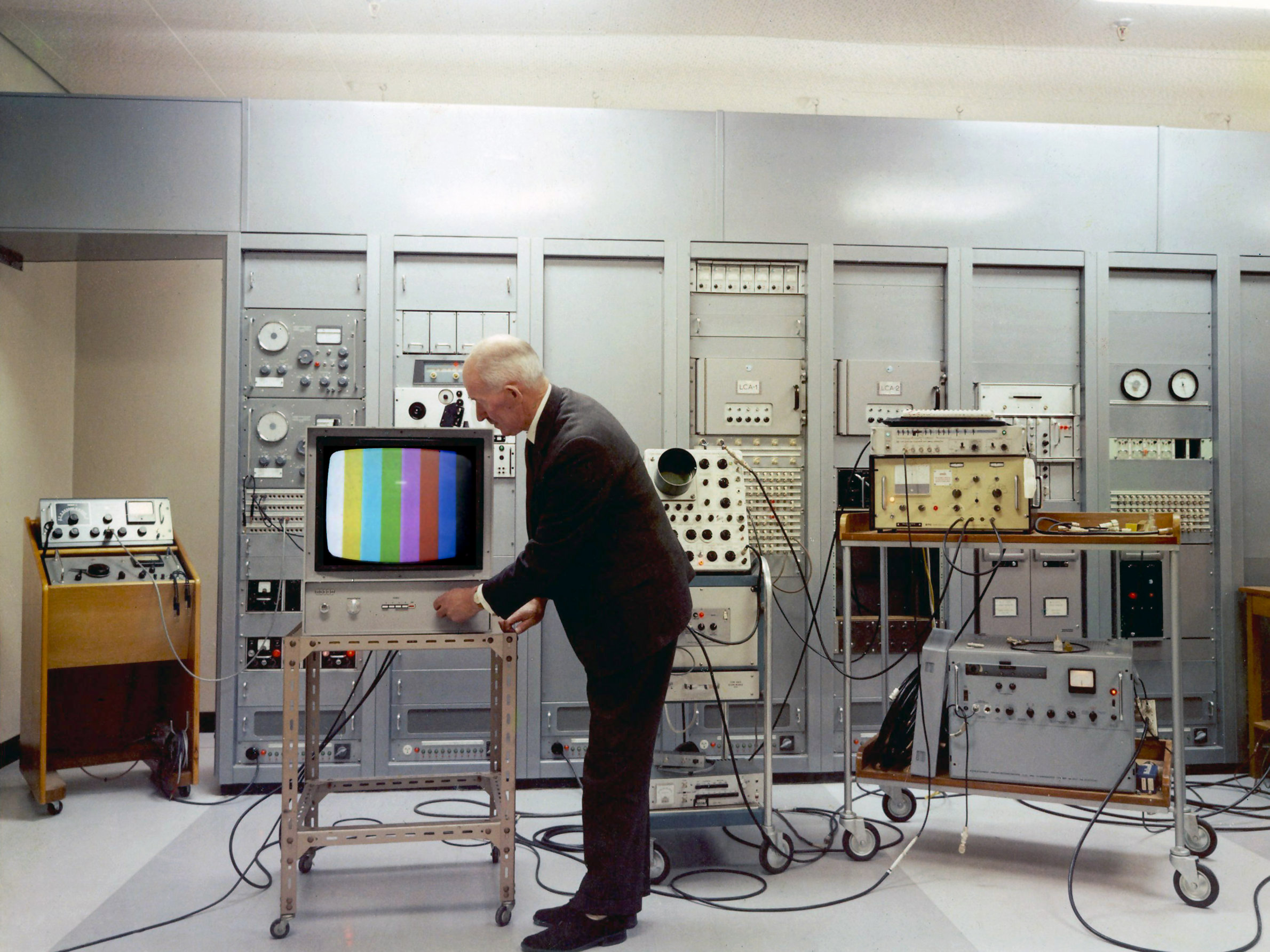
Випробування кольорового телебачення на передавальній станції, що на Горі Каукау, Нова Зеландія, в 1970. Телевізійна випробувальна таблиця з кольоровими смугами іноді використовується, коли немає програмного відео матеріалу.

Кольоро́ве телебачення — телевізійна технологія трансляції, яка дозволяє передавати інформацію про колір зображення, так що телевізор може зображати відео зображення в кольорі. Це було вдосконаленням ранньої технології телебачення, монохромного або чорно-білого телебачення, які зображали картинку у відтінках сірого кольору. Станції і мережі телевізійної трансляції у більшості частин світу перейшли від чорно-білої трансляції до кольорової за період 1960-их і 1970-их років. Винайдення стандартів кольорового телебачення є важливим етапом історії телебачення.
Передача кольорових зображень з застосуванням механічних сканерів зароджувалася ще у 1880-их роках. Практична демонстрація кольорового телебачення з механічним скануванням була представлена Джоном Лоґі Бердом у 1928, але обмеження механічних систем були очевидні навіть тоді. Поява і розвиток електронного сканування і дисплеїв уможливили використання цілковито електронних систем. Перші монохромні стандарти передачі розроблювалися до Другої світової війни, але розвиток цивільної електроніки був зупинений під час війни. У серпні 1944 Берд зробив першу в світі публічну демонстрацію повністю електронного кольорового телевізійного дисплею. У США були розробленні комерційно конкуруючі кольорові стандарти, які врешті-решт привели до появи стандарту NTSC із передачею кольору, що зберігав сумісність з попередньою монохромною системою. Хоча стандарт кольорового NTSC був заявлений у 1953 році, кількість проданих кольорових телевізорів в Північній Америці стала перевищувати чорно-білі (або монохромні) лише на початку 1970-их. Кольорове телебачення в Європі не було стандартизовано у форматі PAL до 1960-их років.

## Розвиток
Якщо розглянути систему зору ока людини, в сітківці міститься переважно два типи клітин детекторів світла: палички, які сприймають світло, темряву, і форми/фігури, і колбочки, які сприймають колір. Звичайна сітківка людини містить 120 мільйонів паличок і від 4.5 мільйонів до 6 мільйонів колбочок, які в свою чергу поділяються на три групи: чутливі до червоного, зеленого та синього світла. Це означає, що око має більшу роздільну здатність при оцінці "яскравості", ніж кольору. Однак, подальша обробка в оптичному нерві й інших частинах людської системи зору поєднує інформацію з колбочок і паличок, що дозволяє побудувати кольорове зображення високої роздільної здатності.
Око має обмежену пропускну здатність по відношенню до інших частин зорової системи, що оцінена у менш ніж 8 Мбіт/с. Це проявляється декількома способами, але найважливішою для створення рухомих зображень є те, що послідовність нерухомих зображень показаних з достатньо високою швидкістю буде сприйматися плавним неперервним рухом. Ця ілюзія починає працювати на швидкості приблизно з 16 кадрів/сек, а в звичайних кінофільмах використовують 24 кадри/сек. Телевізор, що отримує живлення із електромережі, налаштовує частоту своєї роботи так, щоб уникнути перешкод із джерелом змінного струму, який до нього постачається – в Північній Америці, деяких країнах центральної і північної Америки, Тайвані, Кореї, частині Японії, в Філіппінах, і ін. країнах, ця частота становить 60 телевізійних полів на секунду, аби відповідати джерелу в 60 Гц, тоді як у більшості інших країн ця частота становить 50 полів на секунду, аби відповідати джерелу в 50 Гц.
У самому базовому вигляді, кольорову трансляцію можна здійснити шляхом передачі трьох монохромних зображень, кожного з трьох кольорів: червоного, зеленого і синього (RGB). Якщо їх показувати разом або в швидкій послідовності, ці зображення зливаються разом і утворюють повно-колірне зображення при сприйнятті їх людиною. Однією з великих технічних проблем, пов'язаних із впровадженням кольорового ефірного телебачення, було бажання зберегти пропускну здатність, що потенційно втричі перевищує існуючи стандарти чорно-білого телебачення, і не використовувати надмірну смугу радіочастотного спектру. В Сполучених Штатах, після значних досліджень, Національний комітет телевізійних систем схвалив повністю електронну систему, розроблену компанією RCA, яка кодувала інформацію про колір окремо від інформації про яскравість і значно зменшила роздільну здатність кольорової інформації аби зберегти смугу пропускання. Зображення із інформацією про яскравість було сумісне із наявними на той час чорно-білими телевізорами і мало трохи меншу роздільну здатність, в той час як кольорові телевізори могли декодувати додаткову інформацію. 

### Раннє телебачення
Експериментування з телевізійних систем з використанням радіопередачі почалося ще з 19-го століття, але розвиток електроніки і детекторів світла в 20-му столітті зробили ці розробки практичними. Основною проблемою було перетворити двовимірне зображення в "одновимірний" радіо сигнал; для виконання цієї задачі необхідно було здійснити деяку форму сканування зображення. Перші системи, як правило, використовували пристрій, що відомий під назвою "Диск Ніпкова", обертальний диск із рядом пробитих у ньому отворів, що визначали як точка скануватиме зображення вниз і впоперек. Один єдиний фотодетектор встановлений позаду диска сприймав яскравість зображення в даній точці, і цей сигнал перетворювався у радіосигнал і передавався. Подібний диск використовувався на стороні, що приймає сигнал, де замість детектора позаду диска розміщувалося джерело світла.
У 1920-их роках ряд таких систем використовувалися експериментально. Найбільш відомою була створена Джоном Бердом, яка декілька років використовувалася в Британії для регулярного публічного мовлення. Система була продемонстрована членам Королівського товариства в Лондоні в 1926 році, що вважають першою публічною демонстрацією практично працюючої телевізійної системи. Незважаючи на ці ранні успіхи, всі механічні телевізійні системи мали ряд серйозних проблем. Оскільки вони були керовані механічно, ідеальної синхронізації двох дисків, надсилання і приймання, було досягти важко, і незначні зрушення могли призвести до значного спотворення зображення. Іншою проблемою було те, що зображення сканувалося в межах невеликої, приблизно прямокутної області поверхні диска, тому більші дисплеї з високою роздільною здатністю потребували мати все більші і складніші диски і менші отвори що врешті-решт призводило до дедалі тьмянішого зображення. Обертові барабани із невеликими дзеркалами що, встановлені із деяким, що разу більшим кутом були більш практичними ніж диски Ніпкова для механічного сканування з високою роздільною здатністю, і дозволяли утворювати кадри з 240 лініями і більше, але такі високоточні оптичні компоненти не стали комерційно практичними для домашніх приймачів.
Для багатьох розробників стало зрозуміло, що повністю електронна сканувальна система мала б беззаперечну перевагу, і що сканування можна було б досягти у вакуумній трубці за допомогою електростатичного чи магнітного способів. Перетворення цієї концепції в практичну систему зайняло роки і було декілька незалежних успіхів в цьому. Двома ключовими зрушеннями були електронна сканувальна система Філо Фарнсуорта, і камера іконоскоп Володимира Зворикіна. Іконоскоп засновувався на перших патентах Кальмана Тіханя, і витіснив існуючу систему Фарнсворта. За допомогою цих систем, BBC почало робити регулярну трансляцію чорно-білого ефіру в 1936, але вони були припинені із початком Другої світової війни в 1939. До цього часу було продано тисячі телевізорів. Приймачі, розроблені для цієї програми, зокрема ті що створювалися компанією Pye Ltd., зіграли ключову роль у створенні радара.
22 березня 1935 року чорно-білі телевізійні програми із зображенням в 108 рядків транслювалися із станції передавання Пауль Ніпков в Берліні. В 1936, під керівництвом "Міністра суспільної просвіти та пропаганди" Йозефа Геббельса, прямі трансляції із пересувних пристроїв, що були присутні на Олімпійських іграх в Берліні передавалися до невеликих обраних телевізійних будинків (Fernsehstuben) в Берліні і Гамбурзі.

### Повністю механічний колір
Основна ідея використання трьох монохромних зображень для створення кольорового зображення виникла і експериментувалася майже одразу після появи чорно-білого телебачення.
Серед перших публікацій щодо такого телебачення була кольорова система, описана в 1880, авторства Моріса Ле Блана, в тому числі і першою згадкою про телебачення в літературі із описом сканування рядків і кадрів, хоча без практичних деталей. Польський винахідник Ян Щепаник запатентував систему кольорового телебачення в 1897, він використав фотоелектричний елемент із селену на передавачі електромагнітно кероване осциляційне дзеркало і рухому призму на приймачі. Але ця система не мала засобів для аналізування спектру кольорів на стороні, що передає, і не могла працювати так як автор її описував. Вірменський винахідник Ованнес Адамян, також вів експерименти над створенням кольорового телебачення ще в 1907. Перший проект кольорового телебачення був заявлений ним, і був запатентований в Німеччині 31 березня 1908, патент № 197183, потім у Британії, 1 квітня 1908, патент № 7219, у Франції (патент № 390326) і у Росії в 1910 (патент № 17912).
Шотландський винахідник Джон Лоґі Берд показав світу першу кольорову трансляцію 3 липня 1928. Він використовував сканувальні диски на стороні передачі і прийому із трьома спіралями отворів, кожна з спіралей містила фільтри певного основного кольору; і три джерела світла, які контролювалися за допомогою сигналу на приймальній стороні, з комутатором, який керував чергуванням їх підсвічування. На зображенні для показу була молода дівчина у різнокольорових капелюхах. Ноеле Гордон стала згодом відомою телевізійною актрисою, відомою за гру у «мильній опері» Crossroads. Берід також здійснив першу в світі кольорову трансляцію 4 лютого 1938, передавши механічно скановане зображення в 120-рядків із студії в Кришталевому палаці на проєкційний екран в лондонському Театрі «Домініон».
Механічно скановане кольорове телебачення також продемонструвала Лабораторія Белла у червні 1929 використавши три повні системи, що складалися з фотоелектричних елементів, підсилювачів, світильників і кольорових фільтрів, із набором дзеркал, які накладали один на одного червоне, зелене і синє зображення, що в результаті утворювали повне кольорове зображення.

## Стандарти кольорового телебачення
Існує три основних стандарти аналогової трансляції в телевізійних системах, PAL (Phase Alternating Line - Лінія змінної фази), NTSC (National Television System Committee - Національний комітет телевізійних систем), і SECAM (Séquentiel Couleur à Mémoire—Послідовний колір з пам'яттю).
NTSC використовується на Американських континентах, а також на Далекому Сході. Західна Європа, Австралія, Африка, і східна північна Америка використовують стандарт PAL (хоча Бразилія використовує гібридну систему PAL-M). Східна Європа і Франція використовують стандарт SECAM. Як правило, пристрій, що приймає сигнал (наприклад, телевізор), може читати або відображати відео в тому стандарті, для якого він був розроблений і підтримує його; в іншому випадку джерело сигналу потрібно конвертувати (наприклад, коли європейські програми транслюються в Північній Америці або навпаки).
Дана таблиця наводить різницю стандартів:
|                                         | NTSC M       | PAL B,G,H      | PAL I          | PAL N        | PAL M        | SECAM B,G,H | SECAM D,K,K',L |
| --------------------------------------- | ------------ | -------------- | -------------- | ------------ | ------------ | ----------- | -------------- |
| Ліній/Полів                             | 525/60       | 625/50         | 625/50         | 625/50       | 525/60       | 625/50      | 625/50         |
| Горизонтальна частота                   | 15.734 кГц   | 15.625 кГц     | 15.625 кГц     | 15.625 кГц   | 15.750 кГц   | 15.625 кГц  | 15.625 кГц     |
| Вертикальна частота                     | 60 Гц        | 50 Гц          | 50 Гц          | 50 Гц        | 60 Гц        | 50 Гц       | 50 Гц          |
| Частота піднесучої для передачі кольору | 3.579545 МГц | 4.43361875 МГц | 4.43361875 МГц | 3.582056 МГц | 3.575611 МГц |             |                |
| Смуга пропускання Відео                 | 4.2 МГц      | 5.0 МГц        | 5.5 МГц        | 4.2 МГц      | 4.2 МГц      | 5.0 МГц     | 6.0 МГц        |
| Несуча звуку                            | 4.5 МГц      | 5.5 МГц        | 5.9996 МГц     | 4.5 МГц      | 4.5 МГц      | 5.5 МГц     | 6.5 МГц        |

Стандарти цифрової телевізійної трансляції, такі як ATSC, DVB-T, DVB-T2, і ISDB, вже замінили ці стандарти аналогової передачі у багатьох країнах.